# Jacqueline

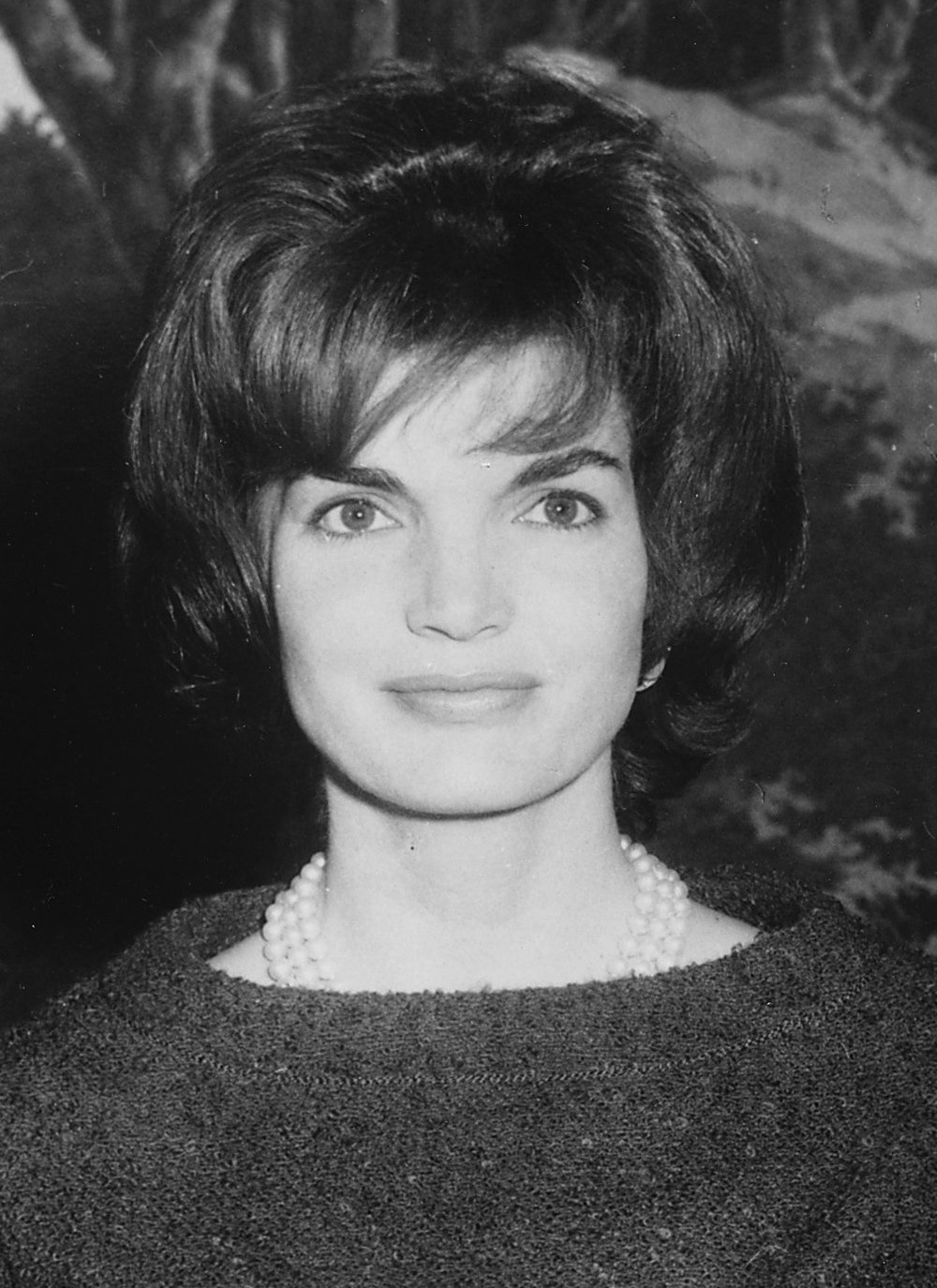
Jacqueline Kennedy Onassis, 1961.

Jacqueline är en feminin form av Jacques, i sin tur en fransk form av Jacob. Jacqueline har vunnit en del popularitet i den engelsktalande delen av världen.

## Kända personer med namnet Jacqueline
- Jacqueline Bisset
- Jacqueline Boyer
- Jacqueline Felice de Almania
- Jacqueline Kennedy
- Jacqueline du Pré
- Jacqueline Ramel
- Jacqueline de Ribes, fransk modeskapare.
- Jacqueline de Ravenel, societslejon.